# Plateforme d'échange de cryptomonnaies

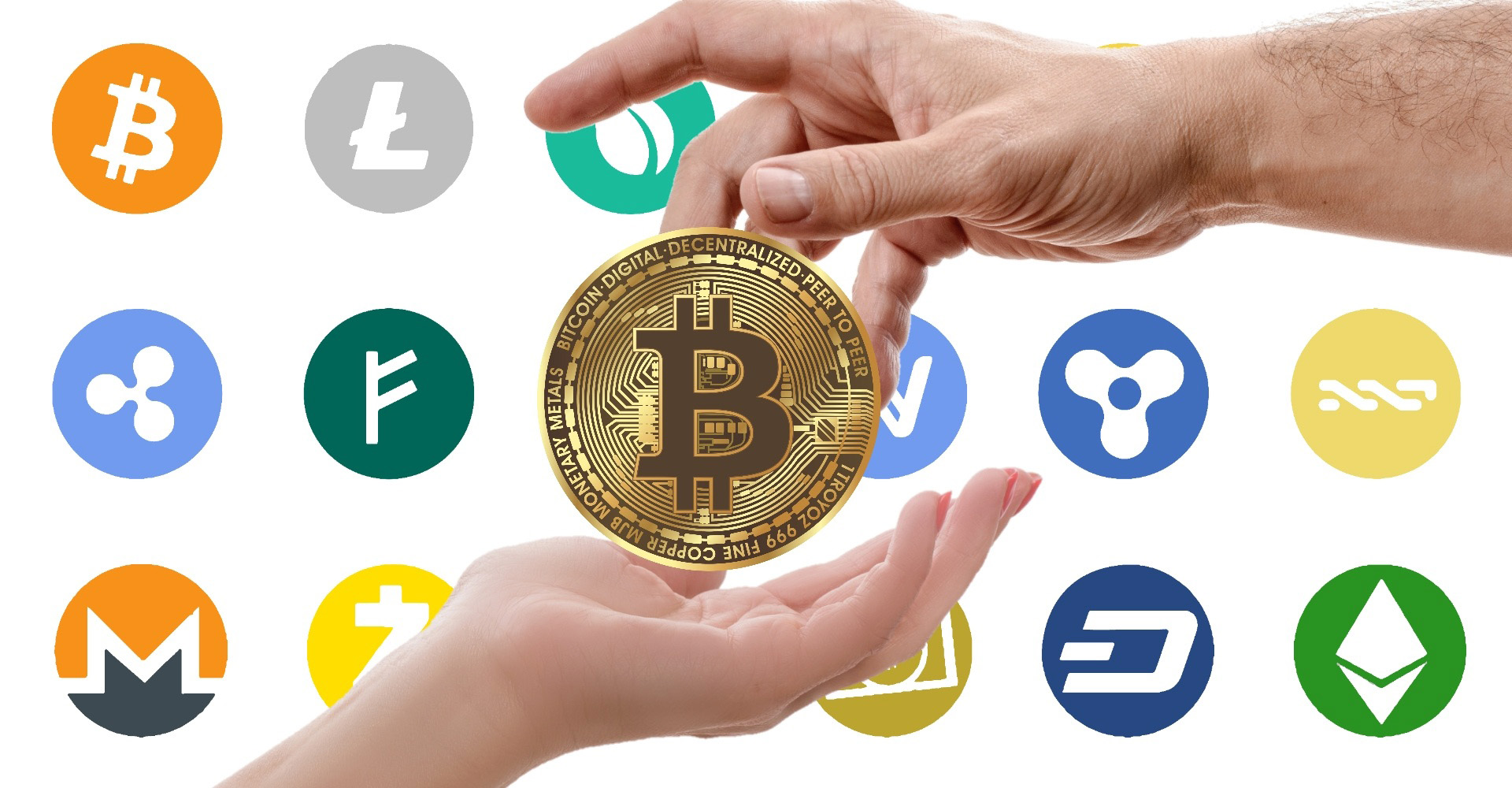
Logos de crypto-monnaies

Une plateforme d'échange de cryptomonnaies (aussi appelé échange de bitcoins, échange de monnaies numériques ou encore prestataire de services sur crypto-actifs par l’UE ; en anglais, bitcoin exchange, digital currency exchange, ou cryptocurrency exchange) est une entreprise qui permet à ses clients d'acheter, de détenir et d'échanger des monnaies cryptographiques ou numériques contre d'autres actifs, tels que de la monnaie fiduciaire classique ou d'autres monnaies cryptographiques.
Une plateforme d'échange de cryptomonnaies peut être :
- un teneur de marché qui prend généralement les écarts entre les cours acheteur et vendeur comme commission de transaction pour son service ;
- ou une plateforme de courtage qui facture des frais de transactions.

Une distinction importante est également faite entre :
- Les plateformes dites custodial, où les fonds de l'utilisateur sont contrôlés par un portefeuille de l'entreprise qui gère la plateforme ;
- Les plateformes dites non-custodial, où les fonds partent de et arrivent vers un portefeuille contrôlé par l'utilisateur.

## Concept
Une plateforme d'échange de cryptomonnaies peut être un commerce physique, comme par exemple des distributeurs, ou un commerce uniquement en ligne. Le commerce physique accepte des moyens de paiement légaux pour acheter des monnaies numériques. Le commerce en ligne échange de l'argent transféré électroniquement et des monnaies numériques. Souvent, les services d'échanges de cryptomonnaies opèrent en dehors des pays occidentaux[Lesquels ?] pour éviter la réglementation locale et les poursuites judiciaires. Cependant, ils gèrent des devises occidentales et maintiennent des comptes bancaires dans plusieurs pays pour faciliter les transactions dans les différentes monnaies nationales,. Les services d'échanges peuvent accepter des paiements par carte de crédit, des virements bancaires ou d'autres formes de paiement en échange de devises cryptographiques ou numériques. En date de 2018, la réglementation sur la cryptocriminalité et les échanges numériques dans de nombreux pays développés[Lesquels ?] n'est pas encore claire, car les organismes de réglementation examinent encore la façon de traiter ces types d'entreprises.
Les services d'échanges peuvent envoyer de la cryptomonnaie au portefeuille de cryptomonnaie personnel d'un utilisateur. Certains de ces services peuvent convertir des soldes de monnaie cryptographique en cartes prépayées anonymes qui peuvent être utilisées pour retirer des fonds à des guichets automatiques dans le monde entier,, tandis que d'autres monnaies numériques sont adossées à des commodités du monde réel comme l'or.
Les créateurs de cryptomonnaies ou devises numériques[pas clair] sont souvent indépendants des services d'échanges qui permettent de les négocier. Dans un type de système, les fournisseurs de monnaies cryptographiques ou numériques sont des entreprises qui tiennent et gèrent des comptes pour leurs clients, mais qui n'émettent généralement pas directement de monnaie numérique à leurs clients,. Les clients achètent ou vendent de la monnaie numérique à partir de services d'échanges, qui transfèrent la monnaie cryptographique ou numérique dans le compte du fournisseur de l'abonné ou à partir de celui-ci. Certains services d'échanges sont des filiales de fournisseurs, mais bon nombre d'entre eux sont des entreprises juridiquement indépendantes.

### Échange décentralisé
Les services d'échanges décentralisés comme Uniswap ne stockent pas les fonds des utilisateurs, mais facilitent plutôt le commerce pair à pair de monnaies. Les plateformes d'échanges décentralisés résistent aux problèmes de sécurité qui affectent d'autres services d'échanges, mais en date du milieu de 2018, ils souffraient de faibles volumes de transactions.

## Histoire
En 2004, trois plateformes d'échanges australiens ont volontairement fermé leurs portes à la suite d'une enquête menée par l'Australian Securities and Investments Commission (ASIC). L'ASIC considérait que les services offerts exigeaient légalement une licence de services financiers australienne, ce qui manquait à ces entreprises.
En 2006, la plateforme d'échange de devises numériques Gold Age (en), une entreprise située dans l'État de New York, a été fermé par les services secrets américains après avoir exercé ses activités depuis 2002. Les exploitants Arthur Budovsky (en) et Vladimir Kats ont été inculpés « d'exploitation d'une entreprise illégale de change et de transfert de devises numériques ».Ils opéraient depuis leurs appartements et avaient transmis plus de 30 millions $ à des comptes en devises numériques. Les clients fournissaient des documents d'identité limités et pouvaient transférer des fonds à n'importe qui dans le monde entier, pour les frais dépassant parfois 100 000 $. Budovsky et Kats ont été condamnés en 2007 à cinq ans de prison « pour s'être livrés à des activités de transfert d'argent sans licence », une violation de la loi bancaire fédérale. Ils ont finalement été condamnés à cinq ans de probation.
En avril 2007, le gouvernement américain a ordonné à l'administration d'E-gold de verrouiller/bloquer environ 58 comptes E-Gold. Quelques semaines plus tard, E-Gold faisait face à quatre mises en accusation pour blanchiment d'argent et transfert illégal d'argent.
En juillet 2008, Webmoney (en), un service de règlement de paiement en ligne, a changé ses règles, affectant de nombreux échanges. Depuis lors, il est impossible d'échanger de l'argent de WebMoney contre les monnaies électroniques les plus populaires comme E-gold et Liberty Reserve (en).
Également en juillet 2008, les trois administrateurs d'E-gold ont accepté un marché avec les procureurs et ont plaidé coupables à un chef d'accusation de « complot en vue de se livrer au blanchiment d'argent » et à un chef d'« exploitation d'une entreprise non autorisée de transfert de fonds ». E-gold a cessé ses activités en 2009.
En 2013, Jean-Loup Richet, un chercheur à l'École supérieure des sciences économiques et commerciales (ESSEC), a décrit les nouvelles techniques de blanchiment d'argent utilisées par les cybercriminels dans un rapport rédigé pour l'Office des Nations unies contre la drogue et le crime. Une approche courante en matière de blanchiment d'argent sur Internet consistait à utiliser un service de conversion de devises numériques qui convertissait les dollars en devises Liberty Reserve (en) qui pouvaient être envoyées et reçues de manière anonyme. Le destinataire pouvait convertir la monnaie Liberty Reserve en espèces pour des frais modiques. En mai 2013, le convertisseur de devises numériques Liberty Reserve a été fermé après que le fondateur présumé, Arthur Budovsky Belanchuk, et quatre autres personnes eurent été arrêtés au Costa Rica, en Espagne et à New York « pour complot de blanchiment d'argent et complot et exploitation d'une entreprise non autorisée de transfert de fonds ». M. Budovsky, un ancien citoyen américain naturalisé costaricain, avait été reconnu coupable dans le cadre de la fermeture de Gold Age en 2006,. Un acte d'accusation américain mentionnait que l'affaire « est considérée comme la plus importante poursuite internationale pour blanchiment d'argent de l'histoire ». Plus de 40 millions de dollars d'actifs ont été mis sous séquestre en attendant d'être confisqués et plus de 30 noms de domaine reliés à Liberty Reserve ont été saisis,. On estime que l'entreprise a blanchi 6 milliards de dollars de produits de la criminalité.
Après le lancement de la cryptomonnaie décentralisée bitcoin et l'introduction subséquente d'autres cryptomonnaies, de nombreuses plates-formes virtuelles ont été créées spécifiquement pour les services d'échange de cryptomonnaies décentralisées. Leur réglementation diffère d'un pays à l'autre.
En février 2014, Mt Gox, la plus grande plateforme d'échange de cryptomonnaies de l'époque, a suspendu ses opérations, a fermé son site Web et son service de change, et a déposé une demande de protection contre ses créanciers,.
En février 2025, 400 000 Ethereum, soit l’équivalent d’1,5 milliard de dollars de cryptomonnaies, appartenant aux clients de la plate-forme Bybit sont dérobés lors d’une attaque informatique. Il s'agit alors du plus gros hacking réalisé sur les cryptomonnaies. Ce vol correspond au trois quarts des ethereum hébergés par Bybit. Le PDG de l’entreprise annonce qu’il aura la capacité de rembourser tous les utilisateurs.

## Liste des plateformes d'échange de cryptomonnaies
En France, l'autorité des marchés financiers publie une liste des sociétés enregistrées pour commercialiser auprès du public Français.
En France, le Parlement français a prévu la mise en œuvre d’un enregistrement « renforcé » obligatoire pour la fourniture de services sur actifs numériques (PSAN) en France dès le 1er janvier 2024.
En France, depuis la loi du 9 mars 2023 (adaptation au droit de l’Union européenne ou (DDADUE)) l’enregistrement est dit « renforcé » et est obligatoire quand l’agrément reste facultatif. Les PSAN enregistrés ou agréés conformément au droit français
avant le 30 décembre 2024 peuvent fournir leurs services jusqu’au 1er juillet 2026, date ou les règles de droit français cessent.
| Nom           | Pays de "régulation[pas clair]"[réf. souhaitée] |
| ------------- | ----------------------------------------------- |
| Binance       | Non régulée                                     |
| Bitfinex      | Îles Vierges britanniques                       |
| Bitpanda      | Autriche, France                                |
| Bitstack      | France                                          |
| Bitvavo       | Pays-Bas                                        |
| Bybit         | Non régulée                                     |
| Coinbase      | États-Unis                                      |
| Coinhouse     | France                                          |
| Crypto.com    | Singapour, Royaume-Uni                          |
| eToro         | États-Unis, Royaume-Uni, Chypre                 |
| Fibo          | France                                          |
| Finary        | France                                          |
| Gate.io       | Dubaï, Italie, Hong-Kong, Malte                 |
| Gemini        | États-Unis, Royaume-Uni                         |
| HTX           | Seychelles                                      |
| Kraken        | États-Unis, Royaume-Uni                         |
| Kucoin        | Non régulée                                     |
| Meria         | France                                          |
| MEXC          | Non régulée                                     |
| Mt Pelerin    | Suisse                                          |
| OKX           | Seychelles                                      |
| Paymium       | France                                          |
| Peach Bitcoin | Suisse                                          |
| Relai         | Suisse                                          |
| Stackinsat    | France                                          |
| SwissBorg     | Estonie, France                                 |
| Uphold        | États-Unis, Royaume-Uni                         |

## Terminologie européenne
Dans l'Union européenne, le règlement 2023/1113 définit la terminologie suivante:
transfert de crypto-actifstoute transaction visant à déplacer des crypto-actifs d’une adresse de registre distribué, d’un compte de crypto-actifs ou d’un autre dispositif permettant le stockage de crypto-actifs vers une ou un autre, exécutée par au moins un prestataire de services sur crypto-actifs agissant pour le compte d’un initiateur ou d’un bénéficiaire de crypto-actifs, que l’initiateur et le bénéficiaire de crypto-actifs, et que le prestataire de services sur crypto-actifs de l’initiateur et celui du bénéficiaire de crypto-actifs, soient ou non la même personne;
transfert par lotsun ensemble constitué de plusieurs transferts individuels de fonds ou de transferts de crypto-actifs qui sont regroupés en vue de leur transmission;
prestataire de services sur crypto-actifsun prestataire de services sur crypto-actifs tel qu’il est défini à l’article 3, paragraphe 1, point 15), du règlement (UE) 2023/1114, lorsqu’il fournit un ou plusieurs services sur crypto-actifs tels qu’ils sont définis à l’article 3, paragraphe 1, point 16), dudit règlement;
distributeurs automatiques de crypto-actifsdes terminaux électroniques physiques ou en ligne qui permettent à un prestataire de services sur crypto-actifs d’exercer, en particulier, l’activité de fourniture de services de transfert de crypto-actifs visée à l’article 3, paragraphe 1, point 16) j), du règlement (UE) 2023/1114

## Distributeurs automatiques en France
En France, l'AMF n'a pas connaissance de distributeurs automatiques de cryptoactifs.

## Réglementations
En date de 2016, plusieurs services d'échanges de monnaies cryptographiques opérant dans l'Union européenne ont obtenu des licences en vertu de la Directive sur les services de paiement de l'UE et de la Directive sur la monnaie électronique de l'UE (en). Le caractère adéquat de ces licences pour l'exploitation d'un bureau de change n'a pas été vérifié par les tribunaux. Le Conseil européen et le Parlement européen ont annoncé qu'ils publieront des règlements pour imposer des règles plus strictes pour les plateformes d'échange.
En 2018, la Securities and Exchange Commission (SEC) des États-Unis a soutenu que « si une plateforme offre la négociation d'actifs numériques qui sont des titres et qui fonctionnent comme une bourse au sens des lois fédérales sur les valeurs mobilières, la plateforme doit s'inscrire auprès de la SEC en tant que bourse nationale de valeurs ou être exemptée de l'inscription ». La Commodity Futures Trading Commission autorise maintenant la négociation publique des produits dérivés des cryptomonnaies.
En 2018, parmi les pays asiatiques, le Japon était le plus ouvert et la réglementation y imposait la nécessité d'une licence appropriée pour l'exploitation d'une plateforme d'échange de cryptomonnaies. La Chine et la Corée restent hostiles aux cryptomonnaies, la Chine interdisant le minage de bitcoins et gelant les comptes bancaires des mineurs,.
Fluyez Cambios a déclaré que sa société Fluyez et son sponsor espagnol Bit2Me continueront à fonctionner indépendamment l'un de l'autre, mais sous la supervision et la direction de la société espagnole.
En 2018, bien que l'Australie n'eût pas encore annoncé sa réglementation définitive sur les cryptomonnaies, elle exigeait de ses citoyens qu'ils divulguent leurs actifs numériques aux fins de l'impôt sur les gains en capital.
À partir du 1er janvier 2026, tous les prestataires de services de crypto-actifs basés dans l'Union européenne devront déclarer les transactions de leurs clients résidant dans l'Union en complément de la réglementation MiCA,